# Yamaha SZR 660 Supersingle
L'SZR 660 Supersingle, prodotta dalla casa giapponese Yamaha a partire dal telaio della TZR 250 e dal motore della XTZ 660 Teneré, fu il tentativo di commercializzare un "supermono", ovvero una moto con telaio sportivo e motore monocilindrico. Questa concezione di moto sportiva trovava nei primi anni '90 una condizione favorevole soprattutto per l'annunciato campionato supermono, che poi tuttavia ebbe difficoltà a decollare.
Questo modello venne assemblato in Italia dal 1995 al 1997 da parte dell'importatore ufficiale Belgarda e commercializzato in varie nazioni fino al 2001. La casa giapponese affermava che erano di origine prettamente giapponese solamente il motore, il carburatore, il telaio e la ruota anteriore, mentre tutto il resto era "Made in Italy".
L'estetica era caratterizzata dalla presenza di un cupolino abbastanza ampio e da un serbatoio con profonde sagomature per le ginocchia del conducente. La posizione di guida era abbastanza caricata in avanti, da classica sportiva.
L'impianto frenante era limitato alla presenza di un monodisco Brembo sia all'anteriore che al posteriore e l'avantreno presentava una forcella, sempre italiana della Paioli, a steli rovesciati. L'impianto di scarico era della Lafranconi silenziatori. Tuttavia, dato lo scarso peso della moto, risultava sufficientemente potente.
La moto, cui fu dedicato anche un campionato monomarca, l'SZR Cup, nonostante fosse in quel periodo praticamente senza concorrenti nel campo dei monocilindrici stradali di grossa cubatura, ebbe scarso successo commerciale, soprattutto per alcune azzardate scelte di design, particolarmente lontane dai canoni di quegli anni.